# 2399 Terradas
A 2399 Terradas (ideiglenes jelöléssel 1971 MA) a Naprendszer kisbolygóövében található aszteroida. Carlos Ulrrico Cesco fedezte fel 1971. június 17-én.